# 능동 광학

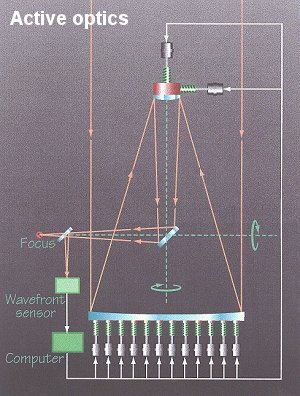
현대 망원경은 작동 중에 실시간으로 다시 최적화됩니다.

능동 광학(能動科學, active optics)은 반사망원경에 사용되는 기술로 1980년대 개발되었으며, 최근에는 8미터 이상의 주경을 가진 새로운 세대의 망원경 제작에 사용되고 있다. 능동광학계에서는 망원경의 거울을 능동적으로 조절한다. 이 기술은 노르웨이 광학 망원경(Nordic Optical Telescope), 신기술 망원경(New Technology Telescope), 켁 망원경 등 최근 십여 년간 건설된 거의 모든 거대 망원경에 사용되었다.
대부분의 현대적인 망원경은 큰 거울을 주경으로 하는 반사망원경이다. 능동 광학 기술이 개발되기 이전, 망원경에 사용되기 위해 필요한 정확도로 그 모양을 유지하기 위해서 주경은 매우 두꺼워야만 했는데, 그 한계는 지름 5~6 미터 정도였다.(팔로마 천문대의 헤일 망원경)
1980년대 이후 지어진 새로운 세대의 망원경들에는 이전의 두꺼운 거울 대신 얇은 주경을 사용하였다. 그러나 얇은 거울을 사용하게 되면 거울이 본래의 모양을 유지할 수 없었기 때문에, 대신 거울 뒤에 액추에이터를 이용하여 최적의 모양을 유지하도록 하였다. 이와 함께 크고 두꺼운 거울이 중력에 의해 휘는 것을 방지하기 위해 큰 주경을 작은 조각 거울들로 나누는 기술이 도입되었다.
이렇게 개발된 화질 검사기와 실시간 컴퓨터 프로그램을 통해 액추에이터를 움직여 최적의 상을 얻는 기술을 능동 광학이라고 한다.
능동 광학이 종종 훨씬 더 새로운 적응 광학(adaptive optics)과 혼동되기도 하는데, 적응 광학은 대기의 효과를 보정하기 위해 거울이나 렌즈가 휘어지는 것보다 짧은 시간(1/100초 미만)동안 작동되는 점에서 구분된다. 또한 대기로 인한 영향은 주경에 의해 쉽게 보정되지 않기 때문에 적응 광학에서는 작은 교정 거울과 부경을 주로 사용한다.

## 같이 보기
- 적응 제어 광학
- 망원경
- 능동 표면